# Róbert Hutyra
Róbert Hutyra (ur. 1 maja 1944–zm. 21 kwietnia 2021) – słowacki kolarz szosowy, pięciokrotny kolarski mistrz Słowacji, dwukrotny mistrz Czechosłowacji, szerzej znany dzięki swej ucieczce wraz z rodziną za żelazną kurtynę samodzielnie wykonanym balonem na ogrzane powietrze.
Pochodził z Lúčki na Spiszu. Z zawodu był technikiem budownictwa. W 1967 wygrał z dużą przewagą wyścig w austriackim Burgenlandzie. Myśl o ucieczce zrodziła się w nim pod wpływem trudnych warunków bytowych i przeżyć związanych z inwazją wojsk Układu Warszawskiego na Czechosłowację w 1968 roku, gdy jego żona była w ciąży.

## Ucieczka
Inspiracją były informacje prasowe z 1979 o balonowej ucieczce do RFN dwóch mieszkańców NRD. W 1981 roku Robert z żoną Janą próbowali w głębokiej tajemnicy – także przed dziećmi – zbudować w domu swój pierwszy balon. Jednak w czasie prób na wschodzie kraju balon okazał się nieudany (zawiodły szwy, powłoka przepuszczała powietrze, palnik był zbyt słaby) i został spalony w emocjonalnym odruchu mimo łącznego kosztu ok. 18 tysięcy koron.
Do drugiego balonu podeszli bardziej skrupulatnie. Hutyra badał, testował i poddawał próbom różne tekstylia. Ostatecznie drugi balon powstał z nieprzemakalnego materiału używanego do szycia płaszczy przeciwdeszczowych. Kupując znaczne ilości materiału w sklepie na Morawach tłumaczył się, że jest przeznaczony na żagle windsurfingowe dla nowego klubu w Bratysławie. Łącznie materiał kosztował 53 tysiące koron (wówczas koszt nowego samochodu Škoda).
Balon był gotowy w 1983 roku. Małżonkowie zwolnili się z pracy pod pretekstem przeprowadzki do Brna. Ich dzieci dowiedziały się zaledwie 2 dni przed ucieczką.
Pierwotny plan ucieczki opierał się na wykorzystaniu wschodnich wiatrów, które ze Słowacji zaniosłyby ich nad teren Austrii. Jednak układy atmosferyczne w lecie 1983 to uniemożliwiły. Wówczas Hutyra postanowił spróbować wystartować z Moraw i polegać na wiatrach północno-zachodnich, które miały ich zanieść nad Austrię.
7 września 1983 balon był gotowy do wzlotu w Božicach na południowych Morawach – 10 km od granicy. Do balonu wsiedli razem z czternastoletnia córką i jedenastoletnim synem. Zabrali ze sobą 4 butle z propan-butanem, dwie torby. Do kosza przyczepiony był kolarski rower Hutyry. Balon udanie wystartował ok. 22:30, jednak z powodu niewymienionej na czas butli opadł po pewnym czasie na – wciąż czechosłowackie – terytorium. Po zmianie butli z paliwem udało się znowu wznieść i po godzinie lotu wylądowali w winnicy obok Falkenstein w Dolnej Austrii. Czechosłowacka straż graniczna, która zareagowała z opóźnieniem, ograniczyła się do wystrzelenia flar z rakietnic. Hutyrowie przygotowali balon na ostrzał ostrą amunicją opancerzając kosz metalowymi płytami. 
Z Austrii Hutyrowie razem ze swym balonem wyjechali do Stanów Zjednoczonych osiadając w stanie Kolorado, gdzie wielokrotnie dokonywali pokazów. Ostatecznie ich statek powietrzny trafił do Muzeum Muru Berlińskiego. Róbert Hutyra z żoną wrócili do Europy i mieszkali w Republice Czeskiej w Luhačovicach.